# 飓风哈蒂
飓风哈蒂（英語：Hurricane Hattie）是1961年大西洋飓风季最强烈、最致命的热带气旋，最高强度按萨菲尔-辛普森飓风等级达五级飓风标准，是该季第九场热带风暴、第七场飓风兼大型飓风。哈蒂源于10月17日西南加勒比海上空增强成热带风暴的低气压区，起初总体向北移动并很快达到飓风强度，次日增强成大型飓风。接下来风暴在牙买加以西海域转向西进并增强至五级飓风标准，最大持续风速达到每小时260公里，然后在减弱成四级飓风后于10月31日从伯利兹市以南登陆。气旋转向西南，在中美洲的山岭地区上空迅速减弱，于11月1日消散。
哈蒂首先影响加勒比海西南部，圣安德列斯岛一人死亡并遭遇飓风强度狂风。早期预报认为风暴会继续北上吹袭古巴，该岛人员疏散。但气旋实际上向西转向，给大开曼带去倾盆大雨，降雨量高达290毫米。当时尚未独立的英属洪都拉斯受到的破坏最为严重。领地首府伯利兹市受到狂风和强烈风暴潮引发洪水的沉重打击，据总督估算，全城有约70%的建筑物受损，导致上万居民无家可归。由于受到的破坏太过严重，首府也不得不迁往內陸卡優省的貝爾墨邦。这场飓风共计造成英属洪都拉斯401人丧生，经济损失达到6000万美元（1961年美元，相当于2025年的6.31億美元）。虽然从经济损失上看，飓风哈蒂远比1931年伯利兹飓风要严重，但由于事先获得了警告，因此遇难人数与后一场飓风的2500人相比少了很多。除英属洪都拉斯外，这场飓风还导致危地马拉11人死亡，洪都拉斯1人丧生。

## 气象历史
1961年10月下旬，巴拿马运河区以北的加勒比海西部洋面有一股低气压持续存在。10月25日，一股上层反气旋移动到低气压上空，次日，墨西哥湾西部上空的低压槽为天气扰动提供了有利于发展的外流环境。协调世界时10月27日凌晨0点，附近一艘船只记录下了时速74公里的南风。当天晚些时候，位于圣安德列斯岛上的机场也报告了时速95公里的东风。这两个数据证实有密闭环流风带的存在，其中心位于圣安德列斯岛东南方向约110公里海域或尼加拉瓜海岸线以东约250公里洋面。迈阿密气象局为此开始针对刚刚形成的热带风暴哈蒂发布公告。
成为热带风暴后，哈蒂向北稳步前进，从圣安德列斯岛上空或是距离非常近的沿海经过。岛上的气象站记录下的气压为991毫巴（百帕，29.3英寸汞柱），风速每小时130公里，表明系统已经达到飓风强度。10月28日晚，一架飓风猎人侦察机所接触到的飓风已有大幅增强，中心附近小范围区域内的风速达到每小时200公里。并且从中心向东北方向延伸225公里，西南方向延伸115公里范围内的风速都达到烈风强度。气象部门估计，哈蒂将因一片从尼加拉瓜延伸到佛罗里达州上空的低压槽影响而继续北上，这一推断主要是根据以往多场类似飓风的气候学实际情况，还预计风暴会在当晚对开曼群岛和古巴西部构成迫在眉睫的威胁。但实际上由于北面的一片高压脊逐渐增强，飓风转向西北，大安的列斯群岛躲过一劫，但中美洲受到的威胁相应增加。
由于北面的高压脊持续加强，哈蒂在保持原有强度约24小时后开始进一步强化。迈阿密气象局一度预报风暴会再度转向北上。10月29日晚，飓风中心从大开曼西南方向约145公里外洋面经过，这时气旋与其北面高压脊之间的相互作用给佛罗里达州带去了时速约50公里的大风。10月30日清晨，飓风猎人侦察机确认风暴强度有所增加，报告的风速为每小时225公里。风暴的最低中心气压在这天继续保持下降趋势，下午13点时降至924毫巴（百帕，27.3英寸汞柱），气象部门根据飓风猎人的飞行层高度读数计算，得出的结果表明下午17点时气压又进一步降到了920毫巴（百帕，27英寸汞柱）。哈蒂之后蜿蜒向西南偏西方向行进，从开曼群岛和天鹅群岛间掠过。10月30日晚，飓风在墨西哥和英属洪都拉斯边界以东约310公里海域达到每小时260公里的最高风速。这已经达到萨菲尔-辛普森飓风等级下的五级飓风标准，飓风哈蒂由此创下了自然年中于最晚日期达到五级强度的飓风新纪录，直到大西洋飓风再分析计划分析1932年大西洋飓风季时才发现，这年的第十四号飓风于11月5日达到类似强度，以6天之差超越了哈蒂的纪录。此外，哈蒂也创下了10月份位于加勒比海西北部飓风的强度新纪录，直到1998年才由飓风米奇打破。
哈蒂在继续朝英属洪都拉斯逼近的过程中强度基本保持不变。经过多个近海岛屿后，飓风于10月31日在伯利兹市以南不远处登陆，登陆时风眼墙的直径约为40公里。根据飓风季后的分析，气旋风速在登陆前降低到了每小时225公里。登陆后，飓风迅速减弱，于11月1日进入危地马拉山区后消散。风暴消散期间，危地马拉的太平洋近海有一股热带风暴正在发展，气象部门估计，哈蒂有可能对这场名为西蒙娜（Simone）的热带风暴发展有所助益，还有可能与之后的热带风暴英加（Inga）存在关联，西蒙娜的残留之后与附近的扰动天气融合，成为英加的前身。

## 防灾措施
迈阿密气象局在针对飓风哈蒂发布的公告中指出，加勒比地区西南部有可能出现暴雨和山洪爆发。公告建议该地区的小型船只留在港口内躲避。起初气象部门预测飓风会从开曼群岛、牙买加和古巴附近经过，古巴官方因此建议生活在低洼地区的居民撤离。
这场风暴曾在10月30日转向，并因此对尤卡坦半岛和英属洪都拉斯构成威胁。迈阿密气象局发布警告，相应地区可能会出现涨潮、狂风和倾盆大雨，高风险地区居民因此疏散。伯利兹市大部分居民都已撤离或转移到避难所，还有一所学校也临时改造成了避难所，城里一家医院人员转移，丹格里加有超过75%的居民前往更安全的地点。飓风登陆后，墨西哥政府下令关闭特万特佩克地峡的多个港口。

## 影响

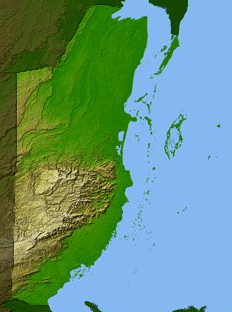
英属洪都拉斯地形图。

加勒比西南部降下暴雨，不过飓风的实际行进路径与之前的预计相比还是更为偏北，中美洲沿海的降雨量也因此少于预期。风暴在发展早期袭击了尼加拉瓜东部近海的圣安德烈斯岛，最大持续风速达到每小时130公里，阵风时速则有167公里。随着飓风逼近，岛上的机场因热带风暴强度的狂风而暂时关闭。汹涌的海浪和狂风对两家酒店及一些私人财产构成破坏，许多棕榈树种植园遭到毁灭性打击。停靠在岛上海湾的纵帆船“阿德米拉号”（Admirar）在风暴期间倾覆。圣安德烈斯岛共有1人死亡，15人受伤，经济损失30万美元（1961年美元，相当于316萬2025年美元）。这场飓风是有纪录以来第4场吹袭该岛的风暴，并且也是这4场中仅有的一个从南部逼近的风暴。
哈蒂给加勒比西北部的大开曼带去暴雨，岛上报告的降雨量至少有292毫米，其中6个小时里就达到了198毫米。大开曼出现的风力低于飓风强度，因降水所导致的破坏很小。
风暴及其北面高压脊之间的相互作用给佛罗里达州大部分地区带去了持续风速约每小时35公里的大风，希尔斯伯勒湾灯塔则报告出现了时速116公里的阵风，佛罗里达州因这些风的影响而出现了一定程度的海滩侵蚀。美国气象局向佛罗里达州西部和东部沿海发布了小型船只警告，警告范围一直向北延伸到乔治亚州格林县的不伦瑞克（Brunswick）。
此后哈蒂在中美洲多个国家引起山洪爆发，导致危地马拉11人死亡，洪都拉斯1人丧生。天鹅群岛报告的风速略低于飓风强度，大风致使1人受伤，还引起了轻微的破坏。

### 英属洪都拉斯
飓风哈蒂在英属洪都拉斯登陆，伯利兹市附近出现高达4.3米的风暴潮，全市31000人面对风暴潮的仅有防护就是一道小型海堤和一片沼泽地。首府伯利兹市受到大浪和3米高风暴潮的冲击，部分滨水区域的海浪有三层楼房高。专业观察员估计风速超过每小时240公里，非正式数据中估计的风速更高达每小时325公里。飓风哈蒂来袭时，伯利兹市的大部分建筑物都是木质结构，这其中的大部分都被风暴摧毁。气旋还令80%的伯利兹堡礁严重受损，不过在风暴过后都得以恢复。
狂风导致停电，许多树木倒塌，还有许多建筑物的屋顶被毁。总督科林·索恩利（Colin Thornley）估计全部领地有超过70%的建筑物受损，上万人流离失所。一些在风暴来袭前开设的避难所也被摧毁。飓风摧毁了一座精神病医院的围墙，其中的病人因此逃了出来。大浪还导致一所监狱受到破坏，迫使管理人员每天检查囚犯。伯利兹总督府水淹，冲走所有纪录。整个伯利兹市到处都是泥浆和瓦砾，大部分市区要么严重受损，要么彻底被毁，附近的斯坦克里克区也是同样的情况。飓风还给该领地的农作物造成严重破坏，单柑橘类水果的损失就有200万美元（1961年美元，相当于2104萬2025年美元），木材、可可和香蕉的损失数额不相上下，这年种植的甘蔗也受到沉重打击。整个领地有70%的桃花心木，以及大部分柑橘和柚子树被风刮倒，还有多家工厂和多个石油钻井平台受到破坏。整个英属洪都拉斯共计受到的经济损失约为6000万美元（1961年美元，相当于6.31億2025年美元），还报告有307人遇难，其中上百人来自伯利兹市，包括36名进入英属行政大楼躲避的居民，这幢大楼在风暴中被毁。英属洪都拉斯政府认为，飓风哈蒂造成的破坏比1931年一场导致2500人遇难的飓风更加严重，死亡人数较少主要归功于事先获得的警告。

## 善后

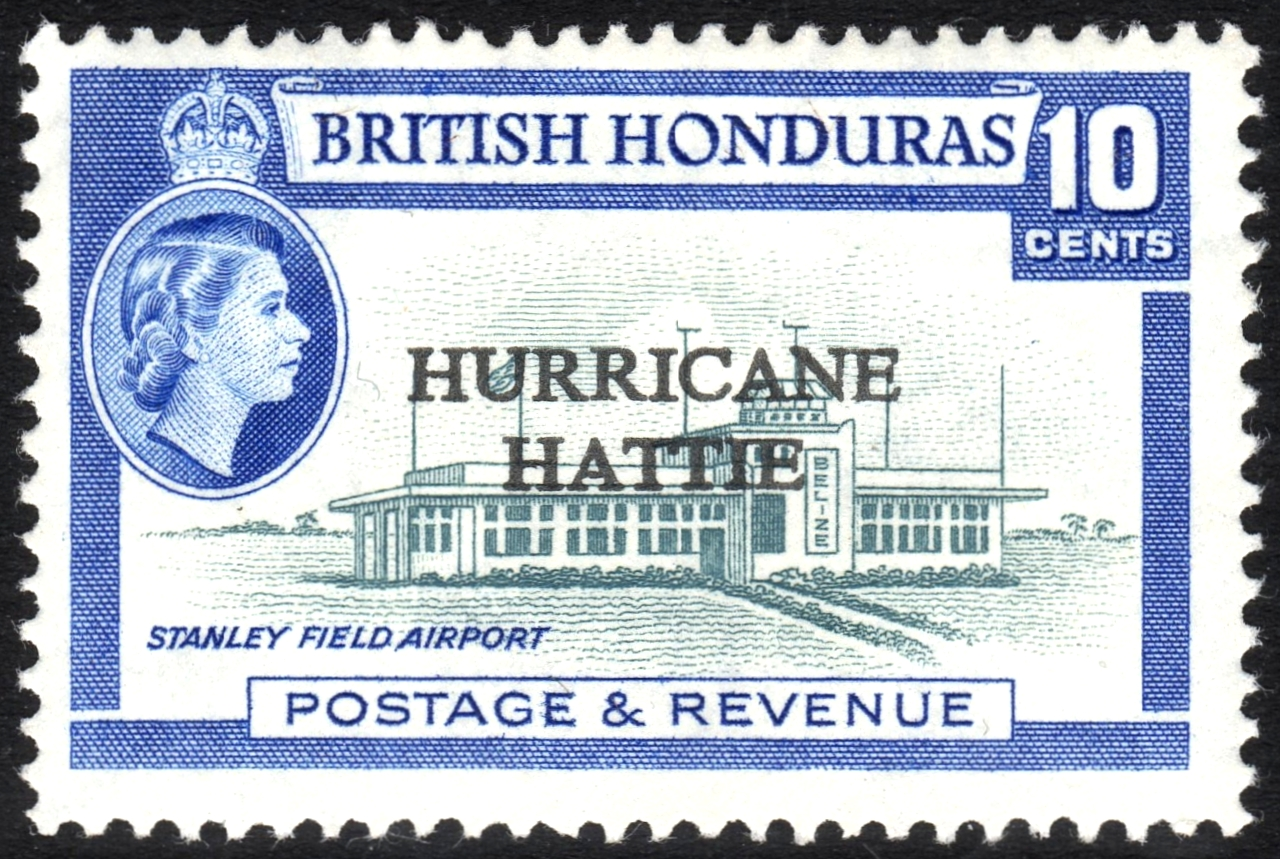
1962年叠印的英属洪都拉斯邮票，中间黑色文字即为“飓风哈蒂”。

受到飓风袭击后，伯利兹市官方宣布全城戒严。据合众国际社透露，伯利兹市看起来仿佛大片火柴拼图，许多道路持续水淹数日或沾满泥浆。医生在两天内为1.2万居民接种伤寒疫苗，以防病情扩散。风暴导致大量人员死亡，政府下令大规模火葬，防止疾病传播。工作人员在市里的警察局向风暴灾民提供淡水和大米。英属洪都拉斯各地居民向灾民捐赠物资，一家航空公司还免费将捐赠品运往伯利兹市。由于没有足够的电力供应，全市三家报纸都无法运作。到11月5日时，伯利兹市的邮局开始重新开放，但只提供很有限的服务，几乎所有的业务起初都没有恢复运营。来自斯坦克里克区的约4000位无家可归的居民乘船转移到英属洪都拉斯北部。伯利兹市许多流离失所的居民在朝内陆方向约26公里外的灌木林搭起帐篷暂住，形成了一片帐篷城，起初的打算是把这里作为临时住所。1961年12月，一座红十字会医院附近竖立起多户营房来安置帐篷城内的无家可归者，这里之后获名“哈蒂维尔”（Hattieville）并发展成一座城市，各种公用事业设施也在之后的十年内相继落户。
约200名英国军人从牙买加赶来制止劫掠，维持秩序，风暴过后次日就有至少20人被捕。英国政府派出飞机，向领地送来食品、衣物和医疗用品。英国下议院迅速通过法案提供一万英镑援助。救助儿童会基金向英属洪都拉斯捐款1000美元。墨西哥政府派出三架载有食品和药品的飞机赶赴该领地。两艘美军驱逐舰于11月2日抵达英属洪都拉斯提供援助。安提顿号航空母舰风暴过后一直在该领地港口停留了数周之久，一起的还有六名医务人员和六架美国海军陆战队直升机。另外还有四艘船运来20.8万公斤食品。美国政府拨款约30万美元，通过国际开发协会向英属洪都拉斯提供援助。加拿大政府提供了价值7.5万加拿大元的援助，其中包括食品、毯子和医疗用品。
哈蒂过去一年后，私营企业和公共事业职工已经修复或重建受到影响的建筑物。这里建成了新的酒店，许多商店都已重新开放。总理乔治·卡德尔·普赖斯呼吁英国政府提供援助之举取得了成功，一共获得了2000万英镑贷款。风暴过后的几天里，政府宣布有计划迁都到内陆地势更高的区域。1970年，新首府贝尔墨邦建成。2005年，伯利兹政府在纪念这场飓风44周年时为伯利兹市的一座纪念碑揭幕，以此纪念飓风中的遇难者。
飓风造成大量人员伤亡和严重破坏，世界气象组织将名称“哈蒂”（Hattie）退役，以后永远都不会在北大西洋热带气旋命名时采用。